# S:t Petri kyrka, Letala
Letala S:t Petri kyrka (finska: Laitilan Pyhän Pietarin kirkko) är en luthersk träkyrka i byn Untamala i Letala, i det finländska landskapet Egentliga Finland. Kyrkan är byggd år 1785 på samma plats där en tidigare kyrka stod. Den tidigare kyrkan, uppförd år 1782, brann ned.

## Historia och arkitektur
Det har funnits en kyrka på den nuvarande kyrkans plats sedan senast på 1200-talet. På kyrkogården finns ett gravmonument från 1200-talet som anses vara det äldsta kristna gravminnesmärket i Finland.
S:t Petri kyrka har genomgått reparationer i olika etapper år 1870, 1912 och 1924 då sakristian och tornet byggdes. Kyrkan är en del av Untamals byvägs värdefulla byggda kulturmiljö av riksintresse och är därmed skyddad enligt lag.